# Alexander Wassiljewitsch Filin
Alexander Wassiljewitsch Filin (russisch Александр Васильевич Филин, ukrainisch Олександр Васильович Філін Oleksandr Wassyljowytsch Filin; * 25. Juni 1996 in Simferopol) ist ein russisch-ukrainischer Fußballspieler.

## Karriere
Filin begann seine Karriere bei Schachtar Donezk. Zur Saison 2015/16 wechselte er nach Russland zum Erstligisten FK Ufa. Sein Debüt in der Premjer-Liga gab er im Dezember 2015, als er am 18. Spieltag jener Saison gegen Zenit St. Petersburg in der Startelf stand. Dies blieb allerdings in zwei Jahren in Ufa sein einziger Einsatz in der Premjer-Liga. Im August 2017 wechselte er zum Zweitligisten Olimpijez Nischni Nowgorod. Für Olimpijez kam er in der Saison 2017/18 zu 23 Einsätzen in der Perwenstwo FNL.
Zur Saison 2018/19 wechselte Filin zum Ligakonkurrenten FK Chimki. In der Saison 2018/19 absolvierte er für Chimki 35 Partien in der Perwenstwo FNL. Nach weiteren 22 Zweitligaeinsätzen wurde er im Februar 2020 an den Erstligisten FK Tambow verliehen. Während der Leihe kam er zu neun Einsätzen in der Premjer-Liga.
Zur Saison 2020/21 kehrte Filin nach Chimki zurück, das inzwischen in die Premjer-Liga aufgestiegen war. In der Saison 2020/21 absolvierte er 16 Erstligapartien für Chimki. In der Saison 2021/22 kam er zu 19 Einsätzen. Nach weiteren elf Einsätzen bis zur Winterpause 2022/23 wurde sein Vertrag im Januar 2023 aufgelöst.
Filin wechselte anschließend nach Belgien zur KAS Eupen. Für Eupen kam er zu 27 Einsätzen in der Division 1A, aus der er mit dem Team 2024 aber abstieg. Zur Saison 2024/25 kehrte er daraufhin nach Chimki zurück.

## Persönliches
Filin nahm 2015 nach seinem Wechsel nach Ufa die russische Staatsbürgerschaft an.